# معوية جرذية
مكورة معوية جرذية (الاسم العلمي:Enterococcus ratti) هي نوع من البكتيريا تتبع جنس المكورة المعوية من فصيلة المكورات المعوية.